# Whigfield

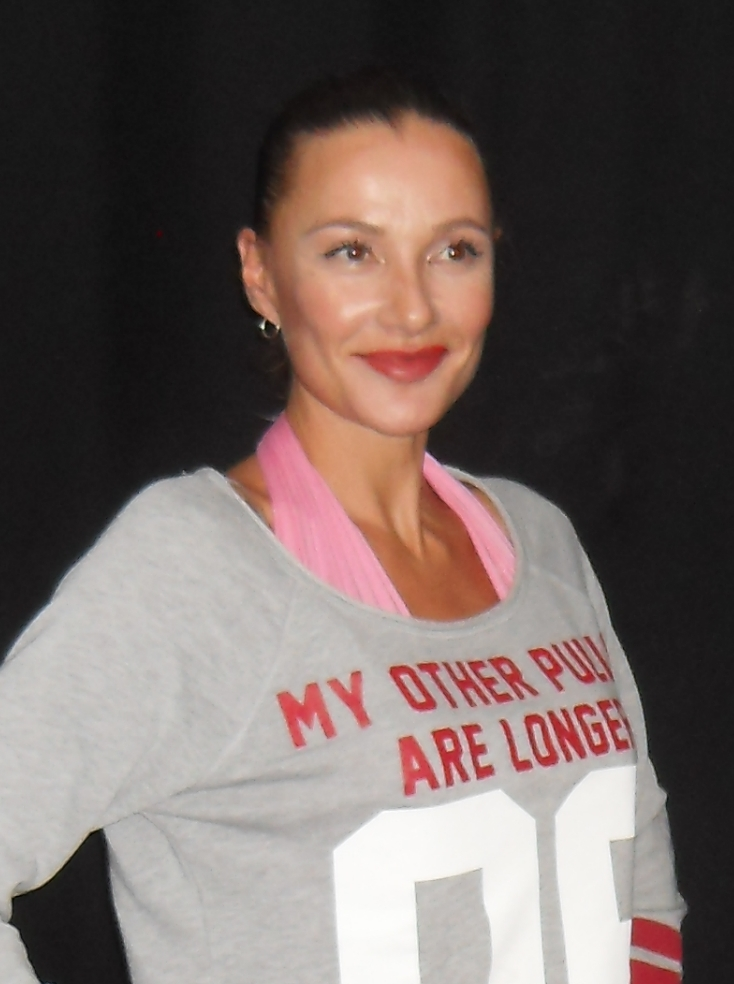
Whigfield (2013)

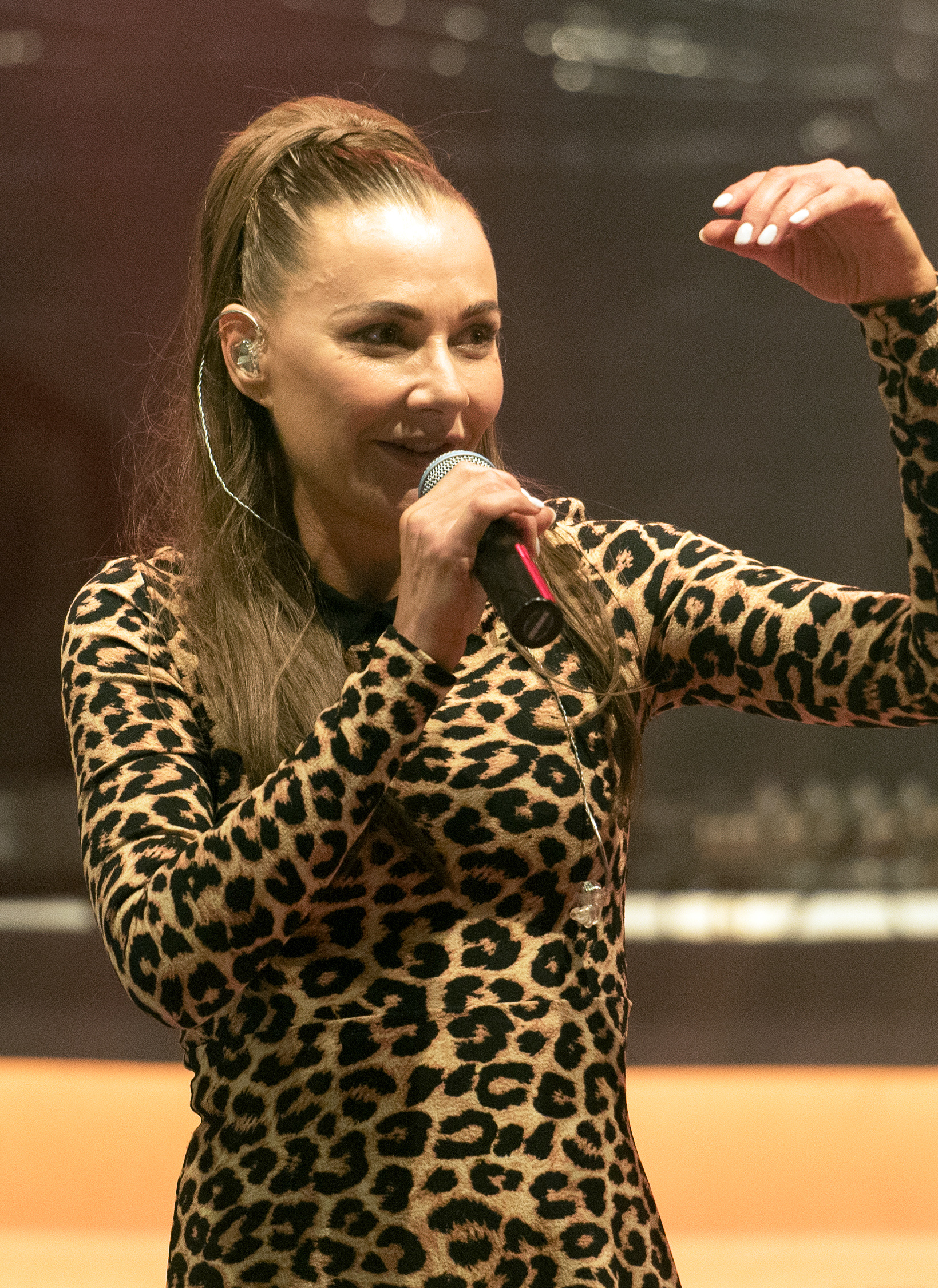
Whigfield (2016)

Whigfield (* 11. April 1970 in Skælskør; bürgerlich Sannie Charlotte Carlson) ist eine dänische Sängerin, die auch unter den Namen Sannie und Naan Tonträger veröffentlicht.

## Karriere
Carlson studierte Musik, sang in der Band ihres Bruders und arbeitete als Fotomodell, bevor sie den Musikproduzenten Larry Pignagnoli traf, der aus ihr den Eurodance-Star Whigfield formte – sie benannte sich mit dem Nachnamen ihrer Englischlehrerin. Mit Saturday Night gelang Carlson 1994 der internationale Durchbruch. Der Song erreichte Platz 1 der Musik-Charts in Deutschland, England, der Schweiz, Italien und Irland. Weltweit verkaufte sich der Song über zwei Millionen Mal. Nach Saturday Night war Whigfield auf die Musikrichtung des Eurodance festgelegt. Bereits die nachfolgende Veröffentlichung Another Day unterschied sich kaum von ihrem Vorgänger. Es folgten weitere Singleaufnahmen, mit denen Whigfield gute bis mittlere Charterfolge verbuchen konnte. 1994 sowie 1995 erhielt sie von den Lesern der Jugendzeitschrift Bravo den bronzenen Bravo-Otto. Ihren letzten großen Hit hatte sie 1996 mit Sexy Eyes. Danach konnte sie nur noch in ihrer Wahlheimat Spanien, wo sie mit ihrem damaligen Freund, dem Rapper Paco Pil, ein Haus bezogen hatte, größere Erfolge erzielen. Selbst der Rückgriff auf einen alten Hit (1999 coverte sie Be My Baby von The Ronettes) konnte daran nichts ändern.
Anfang Dezember 2009 veröffentlichte Whigfield eine neue Ballade mit dem Titel No Doubt. Zusammen mit den Oral Tunerz veröffentlichte sie im Februar 2011 die Single To Feel Alive. Im Juni 2011 erschien die Single C’est Cool. Anfang September 2012 folgte die Single 4Ever. Das Video dazu erschien am 22. September 2012. Das Album W ist am 28. September 2012 erschienen.
Für die Reality-Doku-Soap Saturday Night auf RTL II wurde Whigfields Hit Saturday Night in einer Remix-Version mit dem deutschen Rapper Carlprit neu aufgelegt. Dank der Präsenz im Fernsehen konnte sich die neue Version auch in den Verkaufscharts platzieren und bescherte Whigfield nach acht Jahren wieder einen Charterfolg.
Im Dezember 2015 veröffentlichte Carlson die Single How Long unter dem Namen Sannie. Im August 2016 folgte mit In the Morning eine weitere Singles unter diesem Namen. Das zugehörige Video entstand im Sommer auf Ibiza. Eine EP mit Remixen der DJs Francois und Low Steppa erschien im September des Jahres.

## Privates
Im September 2022 erzählte Whigfield im Interview mit der Daily Mail, dass sie im Jahr 2000 eine Tochter verlor. Das Baby kam bereits im siebten Monat zur Welt und lebte nur drei Tage.

## Diskografie

### Studioalben
| Jahr | Titel Musiklabel                 | Höchstplatzierung, Gesamtwochen, AuszeichnungChartplatzierungen (Jahr, Titel, Musiklabel, Platzierungen, Wochen, Auszeichnungen, Anmerkungen) | Höchstplatzierung, Gesamtwochen, AuszeichnungChartplatzierungen (Jahr, Titel, Musiklabel, Platzierungen, Wochen, Auszeichnungen, Anmerkungen) | Höchstplatzierung, Gesamtwochen, AuszeichnungChartplatzierungen (Jahr, Titel, Musiklabel, Platzierungen, Wochen, Auszeichnungen, Anmerkungen) | Anmerkungen                                                            |
| Jahr | Titel Musiklabel                 | DE | CH | UK | Anmerkungen                                                            |
| ---- | -------------------------------- | --- | --- | --- | ---------------------------------------------------------------------- |
| 1995 | Whigfield X-Energy               | DE43 (9 Wo.)DE | CH37 (2 Wo.)CH | UK13 Silber · (11 Wo.)UK | Erstveröffentlichung: Mai 1995                                         |
| 1997 | Whigfield II X-Energy            | — | — | — | Erstveröffentlichung: 10. November 1997                                |
| 2000 | Whigfield III ToCo International | — | — | — | Erstveröffentlichung: 10. Oktober 2000                                 |
| 2002 | Whigfield IV ZYX Music           | — | — | — | Erstveröffentlichung: 13. Mai 2002 nur in Deutschland veröffentlicht   |
| 2012 | W Off Limits                     | — | — | — | Erstveröffentlichung: 28. September 2012 nur in Italien veröffentlicht |

### Kompilationen
| - 1995: Mega Mixes - 1996: Club Mix Collection - 1996: Face to Face (Special Disk in Megamix) (DJ Bobo vs. Whigfield) - 1997: Superbox Remix Collection - 1997: The Hits Collection - 1998: Mixes & Re-Mixes - 2001: Eurodance - 2000: Greatest Hit - 2002: Collection | - 2004: Waiting for Saturday Night (Her Greatest Hits) - 2004: Dance with Whigfield - 2004: Was a Time (The Essential Whigfield) - 2004: X-Tremely Fun – Whigfield’s Fitness Workout - 2006: Greatest Remix Hits - 2006: Saturday Night – The Greatest Hits - 2013: Best of Whigfield (X-mas Edition) - 2015: Best of Whigfield (4 CDs + DVD) |

### Singles
| Jahr | Titel Album                                     | Höchstplatzierung, Gesamtwochen, AuszeichnungChartplatzierungen (Jahr, Titel, Album, Platzierungen, Wochen, Auszeichnungen, Anmerkungen) | Höchstplatzierung, Gesamtwochen, AuszeichnungChartplatzierungen (Jahr, Titel, Album, Platzierungen, Wochen, Auszeichnungen, Anmerkungen) | Höchstplatzierung, Gesamtwochen, AuszeichnungChartplatzierungen (Jahr, Titel, Album, Platzierungen, Wochen, Auszeichnungen, Anmerkungen) | Höchstplatzierung, Gesamtwochen, AuszeichnungChartplatzierungen (Jahr, Titel, Album, Platzierungen, Wochen, Auszeichnungen, Anmerkungen) | Anmerkungen                                                                                              |
| Jahr | Titel Album                                     | DE | AT | CH | UK | Anmerkungen                                                                                              |
| ---- | ----------------------------------------------- | --- | --- | --- | --- | --- |
| 1994 | Saturday Night Whigfield                        | DE1 Platin · (27 Wo.)DE | AT4 (16 Wo.)AT | CH1 (26 Wo.)CH | UK1 ×2Doppelplatin · (24 Wo.)UK | Erstveröffentlichung: Juni 1994 Autoren: Larry Pignagnoli, Davide Riva                                   |
| 1994 | Another Day Whigfield                           | DE12 (17 Wo.)DE | — | CH9 (12 Wo.)CH | UK7 Silber · (14 Wo.)UK | Erstveröffentlichung: Oktober 1994 Autoren: Annerley Gordon, Larry Pignagnoli, Davide Riva, Ray Dorset   |
| 1995 | Think of You Whigfield                          | DE25 (15 Wo.)DE | — | CH17 (15 Wo.)CH | UK7 (12 Wo.)UK | Erstveröffentlichung: April 1995 Autoren: Annerley Gordon, Larry Pignagnoli, Davide Riva                 |
| 1995 | Big Time Whigfield                              | DE50 (9 Wo.)DE | — | — | — | Erstveröffentlichung: Juni 1995 Autoren: Annerley Gordon, Paul Sears, Larry Pignagnoli, Davide Riva      |
| 1995 | Close to You Whigfield                          | DE90 (2 Wo.)DE | — | — | UK13 (7 Wo.)UK | Erstveröffentlichung: August 1995 Autoren: Annerley Gordon, Larry Pignagnoli, Davide Riva                |
| 1995 | Last Christmas* / Big Time Whigfield            | — | — | — | UK21 (5 Wo.)UK | Erstveröffentlichung: Dezember 1995 *Autor: George Michael; Original: Wham!, 1984                        |
| 1996 | Sexy Eyes Whigfield                             | DE14 (24 Wo.)DE | AT7 (16 Wo.)AT | CH12 (11 Wo.)CH | — | Erstveröffentlichung: März 1996 Autoren: Annerley Gordon, Paul Sears, Larry Pignagnoli, Davide Riva      |
| 1998 | Sexy Eyes – Remixes –                           | — | — | — | UK68 (2 Wo.)UK | Erstveröffentlichung: August 1998 Remixe: Amen, Davide Riva, Maurizio Braccagni & Roberto Gallo Salsotto |
| 2004 | Was a Time Was a Time (The Essential Whigfield) | DE74 (7 Wo.)DE | — | — | — | Erstveröffentlichung: Juni 2004 Autoren: Marco Soncini, Channing Banks                                   |
| 2013 | Saturday Night –                                | DE83 (1 Wo.)DE | — | — | — | Erstveröffentlichung: Februar 2013 feat. Carlprit                                                        |

Weitere Singles
| - 1995: Think of You (Megamix) - 1995: Mega Mix - 1995: Mastermix - 1995: Last Christmas - 1995: Don’t Walk Away - 1995: The Christmas EP (mit XL) - 1995: 2 Tubes Remix: Saturday Night Mixed with What Do You Think? (Whigfield mixed with Bell-Bar) - 1996: I Want to Love - 1996: Gimme Gimme - 1997: No Tears to Cry - 1997: Baby Boy - 1998: Givin’ All My Love - 1999: Be My Baby - 1999: Doo-Whop - 2000: Much More - 2002: Amazing and Beautiful - 2002: Gotta Getcha - 2008: Right in the Night - 2008: Saturday Night (KLM Music feat. Whigfield) - 2008: What’s Your Name? (Favretto feat. Naan; als Naan) | - 2008: Never Enough (Favretto feat. Naan) - 2008: Beautiful You Are (Favretto feat. Naan) - 2008: Heaven is Here (Favretto feat. Naan) - 2008: Follow Your Heart (Favretto feat. Naan) - 2009: Till You Drop (Oral Tunerz feat. Naan) - 2009: Up to the Boy (D-Bag feat. Naan) - 2009: No Doubt - 2010: Can’t Touch (Auxman feat. Naan) - 2010: Wake Up (Adam K feat. Naan) - 2011: Wake Up (Remixes) (Adam K feat. Naan) - 2011: To Feel Alive (Oral Tunerz starring Whigfield) - 2011: C’est cool - 2012: Jeg kommer hjem - 2012: 4Ever - 2015: How Long (Grant Nelson Mixes) (als Sannie) - 2016: In the Morning (als Sannie) - 2016: In the Morning (The Remixes) (als Sannie; EP mit 6 AAC-Files) - 2018: Boys on Girls (als Sannie) - 2020: Suga - 2024: Saturday Night (vs. Stream) |

### Videoalben
- 1995: The Video Collection
- 2001: Greatest Video Collection
- 2002: Saturday Night

## Auszeichnungen für Musikverkäufe
| Silberne Schallplatte - Frankreich - 1994: für die Single Saturday Night Goldene Schallplatte - Australien - 1997: für die Single Gimme Gimme - Norwegen - 1994: für die Single Saturday Night | Platin-Schallplatte - Australien - 1997: für die Single Sexy Eyes - Spanien - 2025: für die Single Saturday Night 3× Platin-Schallplatte - Indien - 1998: für das Album Whigfield |

Anmerkung: Auszeichnungen in Ländern aus den Charttabellen bzw. Chartboxen sind in ebendiesen zu finden.
| Land/RegionAuszeichnungen für Musikverkäufe (Land/Region, Auszeichnungen, Verkäufe, Quellen) | Silber     | Gold     | Platin     | Verkäufe  | Quellen             |
| -------------------------------------------------------------------------------------------- | ---------- | -------- | ---------- | --------- | ------------------- |
| Australien (ARIA)                                                                            | —          | Gold1    | Platin1    | 105.000   | aria.com.au         |
| Deutschland (BVMI)                                                                           | —          | —        | Platin1    | 500.000   | musikindustrie.de   |
| Frankreich (SNEP)                                                                            | Silber1    | —        | —          | 125.000   | infodisc.fr         |
| Indien (IMI)                                                                                 | —          | —        | 3× Platin3 | 180.000   | Einzelnachweise     |
| Norwegen (IFPI)                                                                              | —          | Gold1    | —          | 10.000    | ifpi.no             |
| Spanien (Promusicae)                                                                         | —          | —        | Platin1    | 60.000    | elportaldemusica.es |
| Vereinigtes Königreich (BPI)                                                                 | 2× Silber2 | —        | 2× Platin2 | 1.460.000 | bpi.co.uk           |
| Insgesamt                                                                                    | 3× Silber3 | 2× Gold2 | 8× Platin8 |           |                     |